# Waldo Salt: A Screenwriter's Journey
Waldo Salt: A Screenwriter's Journey è un documentario del 1990 diretto da Eugene Corr e Robert Hillmann candidato al premio Oscar al miglior documentario.